# Berta Vázquez
Birtukan Tibebe, coneguda artistícament com a Berta Vázquez   (Kíiv, 28 de març de 1992), és una actriu i cantant ucraïnesa d'origen etíop. És coneguda per interpretar Estefanía Kabila i la seva germana bessona Judith Kabila en la sèrie de televisió Vis a vis.

## Biografia
Berta Vázquez, filla de pares etíops, va néixer a Kíev, (Ucraïna). Amb tan sol tres anys es va traslladar a Espanya i va començar a viure a Elx. Va iniciar la seva formació artística als tretze anys amb la dansa (ballet clàssic, hip-hop, balls de saló i jazz) i poc més tard es va atrevir amb la música i la interpretació.
El 2013 va decidir provar sort al món de la música i va enviar el vídeo de prova per entrar al càsting de la segona edició de La voz a Espanya, però no va aconseguir ser una de les seleccionades. Un any després va realitzar el seu primer càsting per a la pel·lícula Palmeras en la nieve, basada en el llibre de Luz Gabás. Berta Vázquez va ser seleccionada en el paper de Bisila, una dona nativa de Guinea Equatorial molt avançada per a la seva època que viurà una història d'amor amb Kilian, paper interpretat per Mario Casas.
El 2015 va aconseguir un paper a Vis a vis, una sèrie carcerària d'Antena 3, on va interpretar Estefanía Kabila "Rizos", una reclusa que s'enfronta a una condemna de tres anys per robatori i lesions.

## Filmografia

### Pel·lícules
| Any  | Pel·lícula           | Personatge             | Notes |
| ---- | -------------------- | ---------------------- | --- |
| 2015 | Palmeras en la nieve | Bisilia                | llargmetratge de Fernando González Molina                                                                     |
| 2016 | Les petites coses    | col·laboració especial | curtmetratge d'estiu (16") d'Estrella Damm, amb Jean Reno i Laia Costa, dirigit per Alberto Rodríguez Librero |

### Sèries
| Any       | Sèrie         | Personatge               | Notes       |
| --------- | ------------- | ------------------------ | ----------- |
| 2015-2016 | Vis a vis     | Estefanía Kabila "Rizos" | 24 episodis |
| 2016      | Vis a vis     | Judith Kabila            | 1 episodi   |
| 2016      | Paquita Salas | Ella mateixa             | 1 episodi   |

### Videoclips
| Any  | Cançó               | Personatge   |
| ---- | ------------------- | ------------ |
| 2015 | Lady de Carlos Jean | Protagonista |

## Premis i reconeixements
- Premis Ondas 2015 ex aequo a la millor intèrpret femenina, amb el repartiment femení de Vis a vis d'Antena 3.
- Premis Paramunt Channel 2016 a la millor actriu revelació per Vis a vis d'Antena 3
- XXIV Premis de la Unió d'Actors a la millor actriu revelació per Palmeras en la nieve.

## Vida privada
Entre 2014 i 2016 va mantenir una relació amb l'actor Mario Casas, que va conèixer durant el rodatge de la pel·lícula Palmeras en la nieve.